# Gillenia
Gillenia là một chi thực vật có hoa trong họ Hoa hồng.

## Danh sách loài
- Gillenia trifoliata (L.) Moench
- Gillenia stipulata (Muhl. ex Willd.) Nutt.

## Hình ảnh

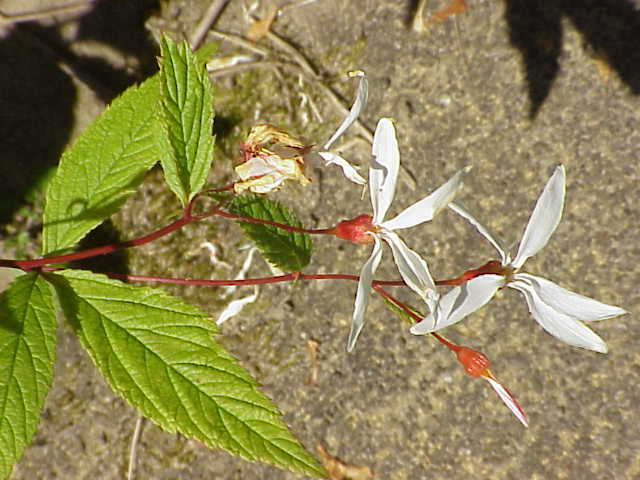
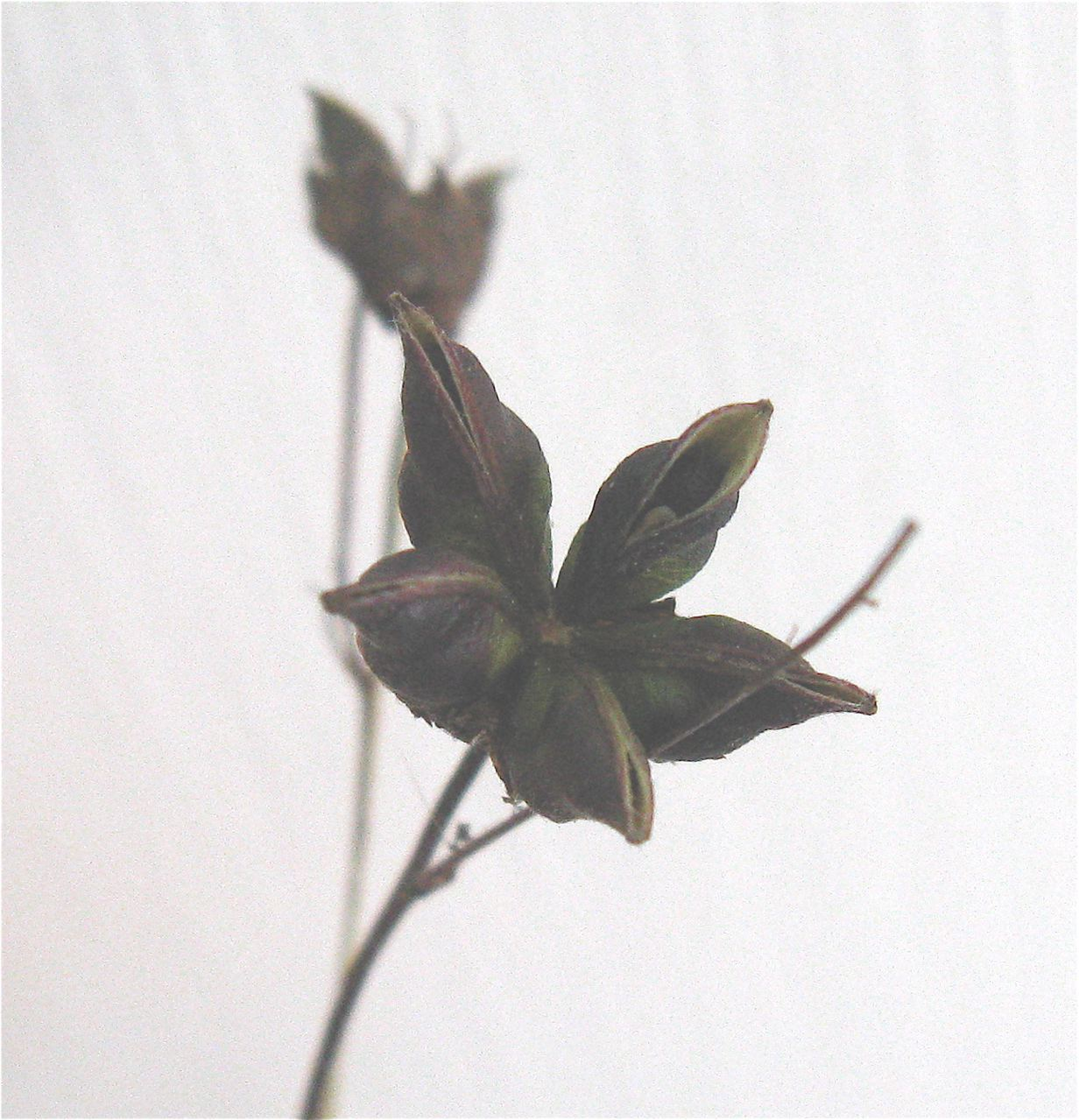